# ベラ・ルゴシ
ベラ・ルゴシ（Bela Lugosi [ ˈbeɪlə ləˈɡoʊsi]、1882年10月20日 - 1956年8月16日)は、アメリカの映画『魔人ドラキュラ』の主演俳優として知られているハンガリー人俳優である。身長185cm。1917–1919年の間はハンガリーの映画界ではオルト・アリスティド (Olt Arisztid [OltAristid]) の芸名を使っていたが、1920年に渡米後、1923年以降ベラ・ルゴシの芸名を使うようになった。
ユニバーサル映画『魔人ドラキュラ』（1931年）におけるドラキュラ伯爵役が特に名高く、戦前のホラー映画界における、フランケンシュタイン・モンスター役で知られるボリス・カーロフと並ぶ大スター。また、薬物中毒を公表した初めての俳優ともいわれる。

## 生涯
ベラ・ルゴシは、オーストリア=ハンガリー二重君主国のハンガリー王国の（1920年のトリアノン条約でルーマニアに割譲された）テメシュ城県ルゴシュ市でブラシュコー・イシュトヴァーンとヴォイニチ・パウリナの第4子として生まれる。
父親は厳しい商売人で息子にも後を継がせようとしていた。しかしベラは12歳（または14歳）の時に家出をして、働き始める。当初は県都であるテメシュヴァール市で舞台に出演していたが、1910年からはセゲド国民劇場と契約、1911年からハンガリー劇場に、1912年からは国民劇場に移籍、ハンガリーで最も有名な俳優として人気を博する。『マグダラのマリア』ではイエス・キリストの役を演じる。同時にオルト・アリスティドの芸名で多くの映画にも出演。第一次世界大戦が始まると俳優は兵役免除だったにもかかわらず愛国心から入隊。陸軍大尉として従軍、ロシア戦線で戦う。戦闘で負傷して帰還。勲章を受ける。1919年のハンガリー評議会共和国（クン・ベーラを首班とする社会主義政権）の時には演劇人のために労働組合を組織するが、革命政権は戦勝国の協商国の軍事介入によって崩壊、ベラは亡命せざるを得なくなる。当初はウィーンに向かい、その後ベルリンで俳優を続けるが、1921年に船員として米国に移住、やがて米国籍を獲得。英語は全くできなかったが、演劇に対する情熱は抑えきれず、1922年にニューヨークで在米ハンガリー人らとともにハンガリー語で上演する劇場を開設。マダーチ・イムレの戯曲『人間の悲劇』の脚色作品が好評を博する。1926年にハンガリー政府より恩赦が与えられるが彼は帰国しなかった。1933年に “The Red Poppy” という作品で初めて英語で舞台に立つ。この時はまだ英語ができなかったので全ての台詞の発音をハンガリー語で書いて、それを暗記したと言う。独特の顔付きとクールな風貌により米国人の間でもすぐ人気俳優となる。彼の独特のハンガリー語訛りの英語と役者としての才能のために1927年からブロードウェイのフルトン劇場で上演された『ドラキュラ』に主演することになり大成功を収める。舞台の成功を得て『ドラキュラ』の映画化の企画が持ち上がったが、最初はベラ・ルゴシではなく、別の人気俳優で企画が進んでいった。しかし、世界恐慌のために製作費を抑えざるを得なくなり、ルゴシに話が行った。この時ルゴシはすでに舞台でドラキュラを500回以上演じていた。
1931年、ユニバーサル映画が『ドラキュラ』をトッド・ブラウニング監督より映画化した『魔人ドラキュラ』（ユニバーサル映画）に舞台と同様ドラキュラ伯爵役で主演した。当初この役にはサイレント映画の伝説的な怪優ロン・チェイニーが予定されていたが、チェイニーの急死により舞台版に主演したルゴシに出演依頼が回ってきたものだった。この映画でルゴシは強烈なハンガリー訛りの英語と品格のある風貌、圧倒的な演技力により「黒いスーツに黒マント」という典型的ドラキュラ像と、トランシルヴァニア出身の「ドラキュラ俳優」ベラ・ルゴシという強いイメージを人々に強烈に植え付け、怪奇スターとして世界に知られることとなった。
続いてユニバーサルが制作した『フランケンシュタイン』（1931年）のモンスター役の依頼を受けたが、台詞のない怪物役を嫌い拒否した。（代わりに起用されたボリス・カーロフはこの映画の大ヒットによりルゴシを上回る名声を手にすることとなった）。1932年、『恐怖城』に主演。マイナーな映画会社による低予算作であったが、ゾンビ映画の始祖としてホラー史上に名を残し、ゾンビ達を操る呪術師を演じたルゴシにとっても『魔人ドラキュラ』に次ぐ代表作となった。1934年のユニバーサル作品『黒猫』ではカーロフとの二大怪奇スター初共演が実現した。両主演ではあったが、序列はカーロフが上であった。その後も多くの怪奇映画への出演を続けるが、高齢とハンガリー訛りによる英語下手、生粋の舞台俳優特有のオーバーな演技が災いし、ユニバーサル作品では脇役に回る事が多くなりまたマイナー作への出演も増え、人気は衰えていった。
1939年にフランケンシュタインシリーズの第3作となる『フランケンシュタインの復活』に怪人イゴール役で出演、続く『フランケンシュタインの幽霊』（1942年）にも同じ役で出演した後、『フランケンシュタインと狼男』（1943年）で遂に12年前に拒否したモンスター役を演じた。既に61歳という老齢であり、迫力を出すことはできなかった。1948年の『凸凹フランケンシュタインの巻』において映画では二度目で、最後となるドラキュラ役を演じた。

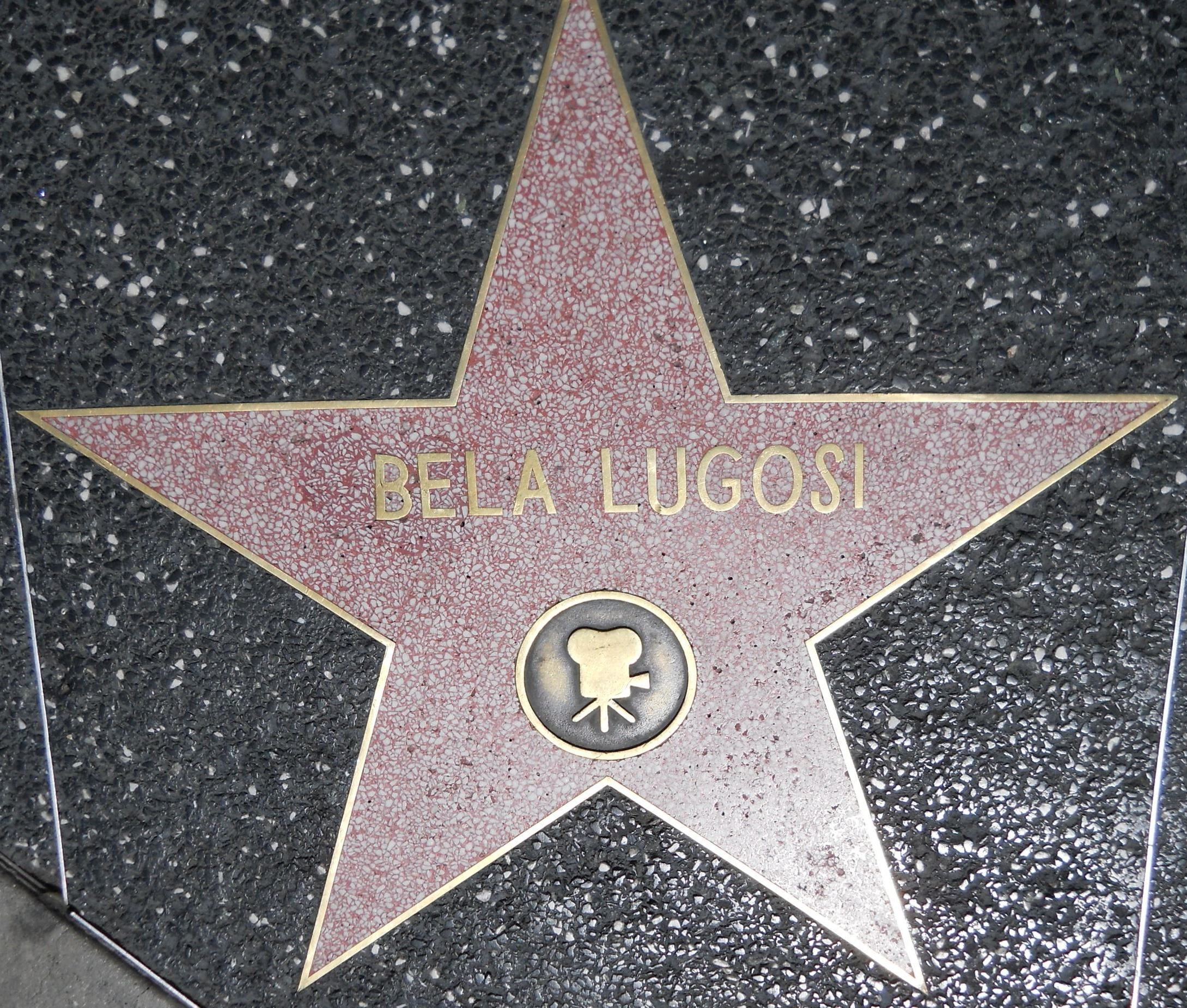
ハリウッド大通りの栄誉章

私生活では4度の離婚を経験。戦争の古傷を癒すために始めた薬物の依存症に陥り、転落して悲惨な末路を辿った映画スターの典型として伝説的存在となった。もっともこの点は誇張して伝えられた面もあり、5番目の妻と共に比較的穏やかな晩年を過ごした、ともいわれる。1956年に心臓発作で死去。葬儀の際はドラキュラ伯爵の衣装で埋葬された。
最晩年は「史上最低の映画監督」の異名で知られるエド・ウッド監督の作品に出演した。『グレンとグレンダ』（1953年）で狂言回しを務めた後、『怪物の花嫁』（1955年）にマッドサイエンティスト役で主演した。続いてウッド監督による新作の撮影に取り掛かるが、僅かなシーンのみを残して死去した。ウッドはこの生前撮影されたフィルムを利用し、『プラン9・フロム・アウタースペース』（1959年）を制作した。その為、この作品がルゴシにとって遺作となった。

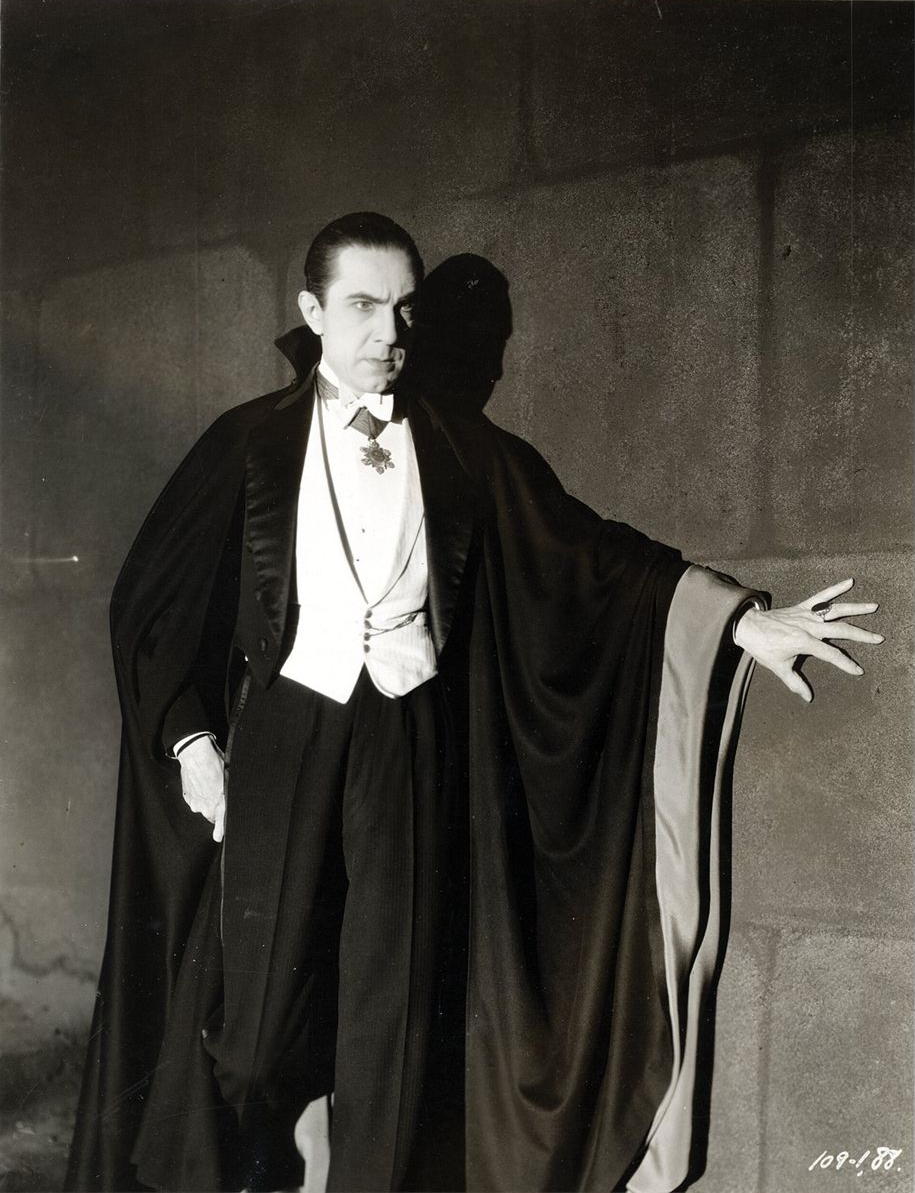
『魔人ドラキュラ』(1931年）にてドラキュラに扮するベラ・ルゴシ

## 主な出演作品
ハンガリー時代
- 嫁入り歌 - „Nászdal” (1917年)
- レオニ・レオー - „Leoni Leó” (1917年)
- 骨董品収集家 - „A régiséggyűjtő” (1917年)
- 大佐 - „Az ezredes” (1917年)
- カサノヴァ - „Casanova” (1918年)
- ルル - „Lulu” (1918年)
- 仮面舞踏会 - „Álarcosbál” (1918年)
- 生存のための戦い - „Küzdelem a létért” (1918年)
- 春の嵐 - „Tavaszi Vihar” (1918年)
- リリ - „Lili” (1918年)
- 人生の王 - „Az élet királya” (1918年)
- 99 - „99” (1918年)

ドイツ時代
- „Die Frau im Delphin, oder 30 Tage auf dem Meeresgrund” (1920年)
- „Der Fluch der Menschheit - 1. Die Tochter der Arbeit” (1920年)
- „Die Teufelsanbeter” (1920年)
- „Hypnose” (1920年)
- „Der Tanz auf dem Vulkan - 1. Sybil Young” (1920年)
- „Der Tanz auf dem Vulkan - 2. Der Tod des Groβfürsten” (1920年)
- „Nat Pinkerton im Kampf, 1. Teil - Das Ende des Artisten Bartolini” (1920年)
- ジキル博士とハイド氏 - „Der Januskopf” (1920年)
- „Lederstrumpf, 1. Teil: Der Wildtöter und Chingachgook” (1920年)
- モヒカン族の最後 - „Lederstrumpf, 2. Teil: Der Letzte der Mohikaner” (1920年)
- „Auf den Trümmern des Paradieses” (1920年)
- „Lederstrumpf, 2. Teil: Der Letzte der Mohikaner” (1920年)
- „Die Todeskarawane” (1920) - Scheik
- モヒカン族の最後 - „The Last of the Mohicans” (1920年)
- „Apachenrache, 3. Teil - Die verschwundene Million” (1921年)
- „Ihre Hoheit die Tänzerin” (1922年)

米国時代
- „The Silent Command” (1923年)
- “The Rejected Woman” (1924年)
- 殴られる彼奴 - He Who Gets Slapped (1924年)
- “The Midnight Girl” (1925年)
- “Daughters Who Pay” (1925年)
- “Punchinello” (1926年)
- “How to Handle Women” (1928年)
- “The Veiled Woman” (1929年)
- “Prisoners” (1929年)
- “The Thirteenth Chair” (1929年)
- “Such Men Are Dangerous” (1930年)
- “Wild Company” (1930年)
- “Renegades” (1930年)
- ヴィエンナの夜 - Viennese Nights (1930年)
- 盗まれた接吻 - Oh, for a Man (1930年)
- 魔人ドラキュラ  - Dracula（1931年）
- モルグ街の殺人 - Murders in the Rue Morgue（1932年）
- 恐怖城 - White Zombie（1932年）
- 獣人島 - Island of Lost Souls（1932年）
- 黒猫 - The Black Cat（1934年）
- 大鴉 - The Raven（1935年）
- 古城の妖鬼 - The Mark of the Vampire（1935年）
- 透明光線 - The Invisible Ray（1935年）
- ニノチカ - Ninotchka（1939年）
- ファントム・クリープス ゾルカ博士の野望 - The Phantom Creeps（1939年）
- フランケンシュタインの復活 - Son of Frankenstein（1939年）
- ロンドンの暗い眼 - Dark Eyes of London（1939年）
- デビル・バット - Devil Bat（1940年）
- 狼男 - The Wolf Man（1941年）
- ベラ・ルゴシの幽霊の館 - Invisible Ghost/The Phantom Killer（1941年）
- 消える死体 - The Corpse Vanishes（1942年）
- フランケンシュタインの幽霊  - The Ghost of Frankenstein（1942年）
- 吸血鬼蘇る　-The Return of The Vampire（1943年）
- フランケンシュタインと狼男 - Frankenstein Meets the Wolf Man（1943年）
- ベラ・ルゴシの猿の怪人 - The Ape Man（1943年）
- 奇妙な遺言状 - One Body Too Many（1944年）
- 死体を売る男 - The Body Snatcher（1945年）
- 死体の告白 - Scared To Death（1947年）
- 凸凹フランケンシュタインの巻  -Bud Abbott Lou Costello Meet Frankenstein（1948年）
- ベラ・ルゴシのジャングル騒動 - Bela Lugosi Meets a Brooklyn Gorilla（1952年）
- ベラ・ルゴシのドラキュラの御子息 - My Son, the Vampire（1952年）
- グレンとグレンダ - Glen or Glenda（1953年）
- 怪物の花嫁 - Bride of the Monster（1955年）
- 悪魔の生体実験 - The Black Sleep（1956年）
- プラン9・フロム・アウタースペース - Plan 9 from Outer Space（1959年）

## その他
- 1994年のティム・バートンが監督したエド・ウッドの伝記映画『エド・ウッド』では、ウッドが晩年のルゴシと過ごした数年間が描かれている。マーティン・ランドーがベラ・ルゴシ役を演じ、アカデミー助演男優賞、ゴールデングローブ賞 助演男優賞、全米批評家協会賞で助演男優賞を獲得している。
- 漫画およびアニメ『BEASTARS』の主人公であるレゴシの名前の由来となっている。